# Heteropodarke africana
Heteropodarke africana är en ringmaskart som beskrevs av Hartmann-Schröder 1974. Heteropodarke africana ingår i släktet Heteropodarke och familjen Hesionidae. Inga underarter finns listade i Catalogue of Life.